# Toya Turner
Toya Turner (* 1990) ist eine jamaikanisch-US-amerikanische Theater- und Filmschauspielerin.

## Leben
Turner wuchs in Houston im US-Bundesstaat Texas auf. Als Kind lieh sie einigen Charakteren in dem Zeichentrickfilm Der Weg nach El Dorado ihre Stimme. Sie lernte das Schauspiel an der British American Drama Academy der University of Oxford. Ihre ersten Schritte als Schauspielerin gelangen ihr auf verschiedenen Bühnen in den USA. Im Stück Christina, The Girl King übernahm sie die gleichnamige Titelrolle. Sie wirkte auch im Stück Romeo und Julia von William Shakespeare mit.
Sie debütierte als Filmschauspielerin 2006 im Kurzfilm Adia, in dem sie die titelgebende Hauptrolle verkörperte. Der Kurzfilm wurde unter anderen auf dem Black Harvest Festival und dem Route 66 Film Festival aufgeführt. In den nächsten Jahren folgten Besetzungen in Spielfilmen und Episodenrollen in Fernsehserien (Chicago Fire, Easy, Chicago Med, The Mick). 2020 stellte sie in der von Netflix produzierten Fernsehserie Warrior Nun die Rolle der Shotgun Mary dar. Dabei fungiert die deutsche Schauspielerin und Stuntfrau Marie Mouroum als ihr Stunt-Double und Anne Helm synchronisiert sie für die deutschsprachige Fassung. Von 2022 bis 2023 spielte sie in sieben Episoden der Fernsehserie New Amsterdam die Rolle der Gabrielle.
In einem Interview bezeichnete Turner ihre Mutter, die Schauspielerin Angela Bassett, und die Tennisspielerin Serena Williams als ihre Vorbilder. Sie lebt in Los Angeles.

## Filmografie

### Schauspiel
- 2006: Adia (Kurzfilm)
- 2007: The Chemistry of Dating
- 2007: Angel Unaware: The Tara Cole Story
- 2007: Urban Scenze Vol. 2
- 2008: I Used to Love Her
- 2008: King B.'s Roost 1-2
- 2009: America (Fernsehfilm)
- 2009: Ballbusters
- 2010: III Slices of Life
- 2010: Fallen Souls
- 2014: Chicago Fire (Fernsehserie, Episode 2x13)
- 2015: Using
- 2015: Empire (Fernsehserie, Episode 2x04)
- 2015: There's Something Wrong with My Husband: The Clamshell Package
- 2016: Easy (Fernsehserie, 2 Episoden)
- 2016: Chicago Med (Fernsehserie, Episode 2x01)
- 2016: Untitled Lena Waithe Project (Fernsehfilm)
- 2018: The Mick (Fernsehserie, Episode 2x15)
- 2018: Dead Women Walking
- 2018: Animator
- 2019: In Her Words (Kurzfilm)
- 2019: Royal (Kurzfilm)
- 2020: Warrior Nun (Fernsehserie, 10 Episoden)
- 2022–2023: New Amsterdam (Fernsehserie, 7 Episoden)

### Synchronisation
- 2000: Der Weg nach El Dorado (The Road to El Dorado) (Zeichentrickfilm)

## Theater (Auswahl)
- Friends with Benefits, Regie: Barry Bowles
- The Nightmare Room (Towle Theater)
- Twilight: Los Angeles, 1992, Regie: Jason Gerace (The Other Theater)
- For Her As A Piano, Regie: Ilesa Duncan (Chicago Dramatists)
- The Raid, Regie: Kaiser Ahmed (Jackalope)
- Christina, The Girl King, Regie: Tosha Fowler (Cor Theatre)
- Romeo & Juliet, Regie: Ian Woolridge (BADA)
- Blues For An Alabama Sky, Regie: Ron OJ Parson (Court Theatre)
- Initmate Apparel, Regie: Shana Gold (TheatreSquared)
- A Raisin in the Sun, Regie: Gregg Daniel